# Hildesheimer Straße 1 (Hannover)

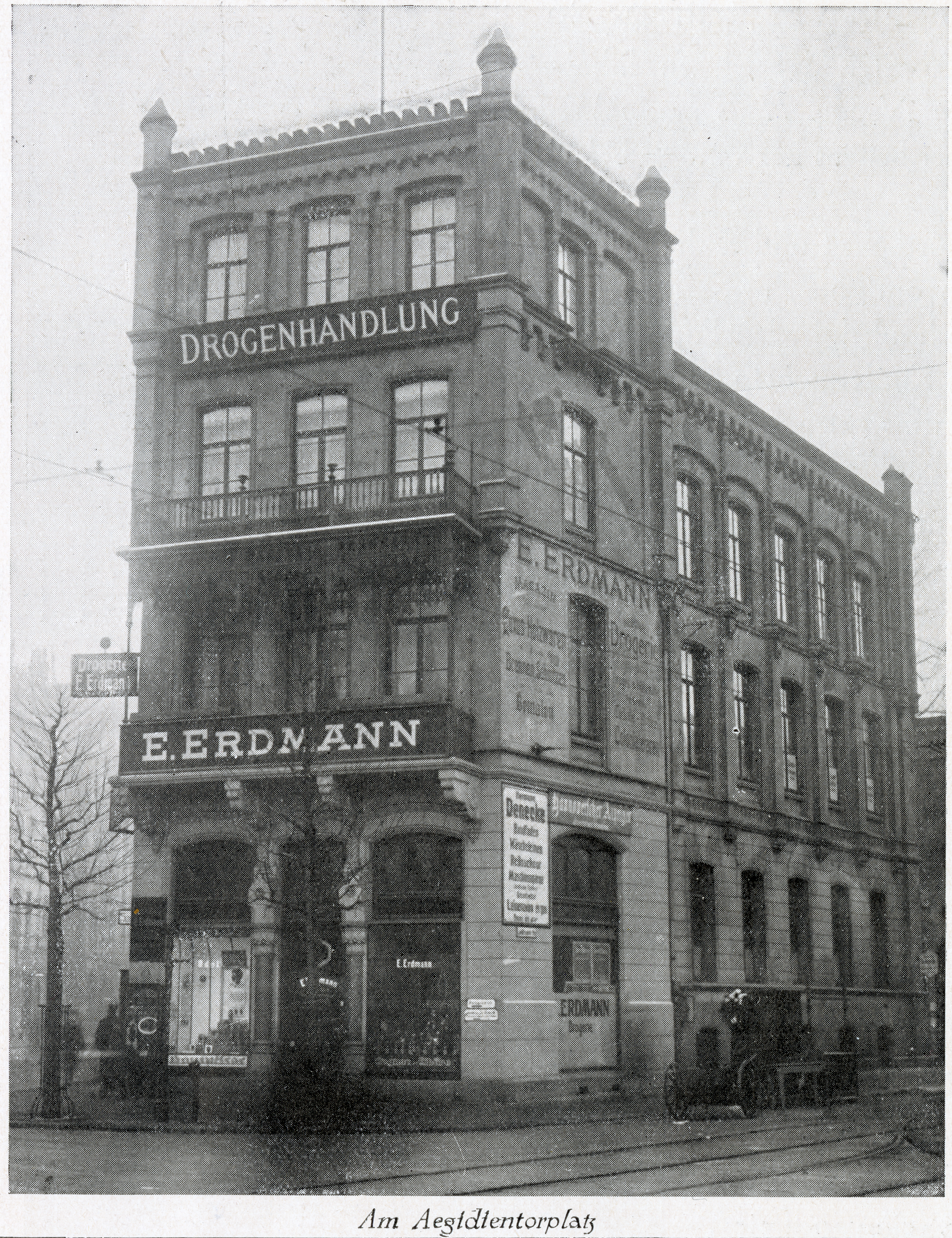
Als „Drogenhandlung E. Erdmann“ beworbenes Gebäude am Aegidientorplatz Ecke Hildesheimer- und Liebfrauenstraße

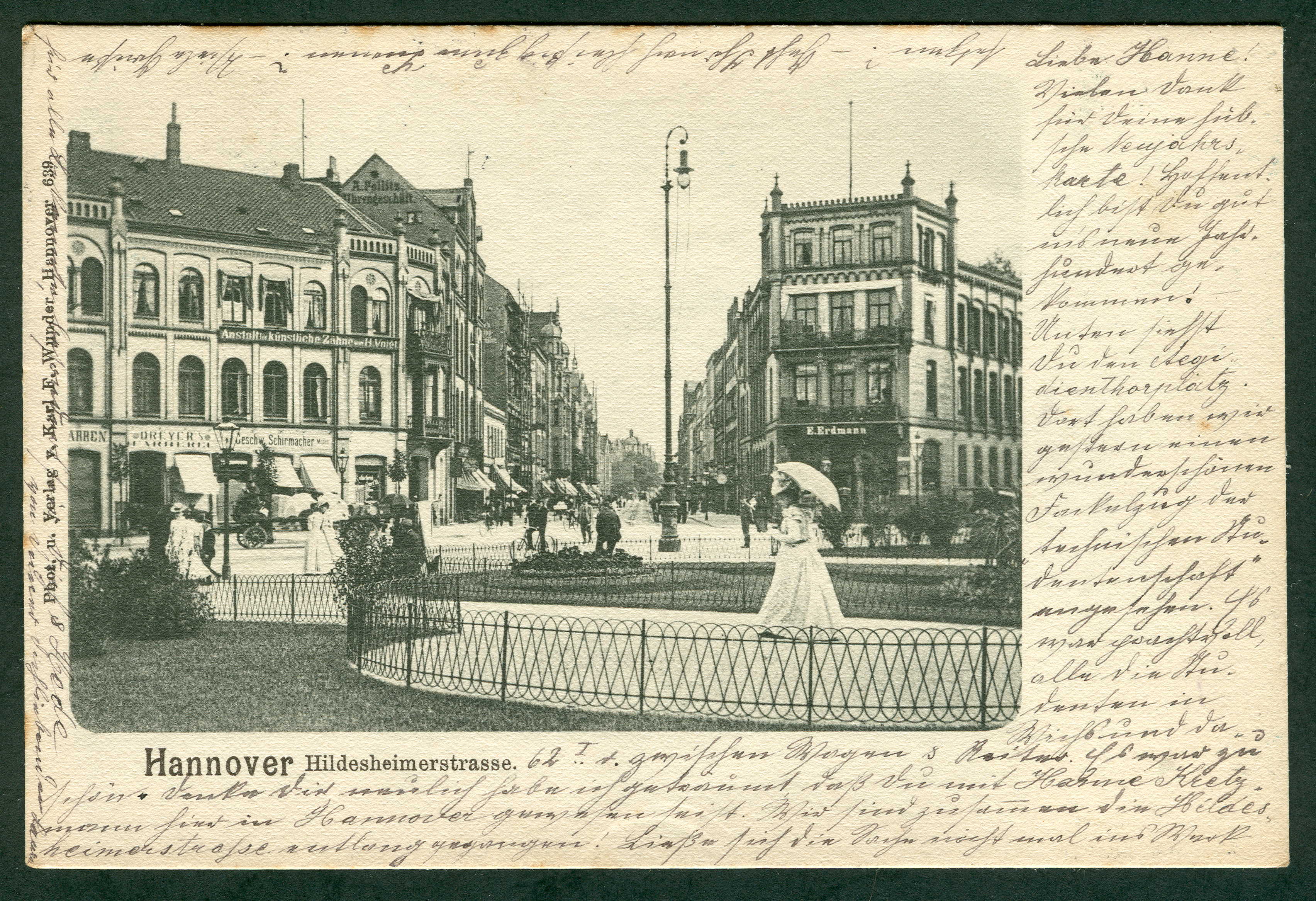
Das Eckhaus mit der Nummer 1 an der „Hildesheimerstraße“ zur Zeit des Deutschen Kaiserreichs;
Ansichtskarte Nr. 639 von Karl F. Wunder, um 1898

Hildesheimer Straße 1 lautete die Adresse eines im 19. Jahrhundert errichteten Gebäudes an der Hildesheimer Straße in Hannover. Architekt des in der späten Gründerzeit des Deutschen Kaiserreichs im Jahr 1890 fertiggestellten Wohn- und Geschäftshauses war Otto Bollweg in Zusammenarbeit mit Ernst Grelle, mit dem Bollweg bereits ab etwa Mitte der 1880er Jahre ein gemeinsames Architekturbüro unterhielt.
Eigentümer der vom „Aegidienthorplatze“ aus gesehen ersten Liegenschaft auf der rechten Seite der seinerzeitigen „Hildesheimerstraße“ war laut dem Adreßbuch, Stadt- und Geschäftshandbuch der Königlichen Residenzstadt Hannover und der Stadt Linden für das Jahr 1891 der Rechtsanwalt Julius Benfey. Zu den ersten Mietern des Hauses zählte die im Parterre ihre Waren und Dienstleistungen anbietende „Droguenhandlung“ Erdmann sowie die Tapetenfabrik Stolberg & Co.
Die nach Plänen von Bollweg und Grelle errichtete Immobilie hat sich nicht erhalten. Über ihren Standort hinweg führt heute die „Straßenfläche der verbreiterten Mündung der Hildesheimer Straße“.
Bereits vor dem Jahr der Machtergreifung durch die Nationalsozialisten war das Gebäude, wie das Adressbuch für 1933 dokumentierte, in das Eigentum der Stadt Hannover übergegangen.